# معاد (مساحة)
المعاد هي وحدة مساحة. وتعتبر من أهم وحدات قياس المساحة المستخدمة في غرب اليمن على ساحل البحر الأحمر، وقيمته من مدينة لأخرى، والمعاد في تهامة والحديدة كان قديمة يحسب بما يسمى الحبل حيث ان الحبل طوله ٣٣ متر مثلا يقال لمساحة حبلين في 
حبلين للمعاد 66×66=4356 اي انه 4356مترمربع ولازالت تستخدم حتى اليوم في وثائق ملاك الأراضي وحيث انها لها علاقه بمسميات الأراضي مثلا ارض الساحل شمال الحديدة بعد بقرب من منطقة التربة محافظة الحديدة ارض الثمان حبال الذي تم تسميتها عندما تم تقسيم اراضي الساحل بين القبائل التي تمتلك هذه الأراضي سابقا مرعى للأبل اشتهرت اسم الثمانية الحبال حيث يتم تدوينها في الوثائق للأراضي المجاوره لها بصفتها تحدها من اي جهه كان مثال - تكتب في وثيقة الأرض عند ذكر حدوها( يحدها من الجنوب الثمانية الحبال)  1 معاد (4,400 م2؛ 100 لبنة).
المعاد الجيزاني يساوي 60 × 60 متر (3600) متر مربع.

## وحدات مشابهة
- لبنة : ويساوي الـ 1 معاد (4,400 م2؛ 100 لبنة).